# Catholic Health Initiatives
Catholic Health Initiatives var en amerikansk ideell förening som ägde och drev sjukvårdsinrättningar, däribland 100 sjukhus, i 18 amerikanska delstater för år 2018. Den hade religiösa anknytningar till den romersk-katolska kyrkan.

## Historik
Den ideella sjukvårdsföreningen grundades 1996 när Catholic Health Corporation (Omaha), Franciscan Health System (Aston) och Sisters of Charity Health Care Systems (Cincinnati) blev alla tre fusionerade till att vara en enda sjukvårdsförening. Den 1 februari 2019 blev Catholic Health Initiatives fusionerad med Dignity Health för 29 miljarder amerikanska dollar i syfte att vara Common Spirit Health, efter att bland annat den romersk-katolska kyrkan och Vatikanstaten hade godkänt fusionen.